# Mare de Déu de la Serreta
La Mare de Déu de la Serreta o de la Serra, és una capella romànica del poble de Claverol (Conca de Dalt), al Pallars Jussà. Fins al 1969 formava part del terme municipal de Claverol.
És a un quilòmetre al sud-est del poble, sota i al sud-oest dels Rocs de Gairat, en una carena que queda al nord del barranc de la Font d'Artic, en un lloc emboscat i difícil de trobar, hi ha les restes de la capella romànica de la Mare de Déu de la Serreta. Es troba a uns 200 al nord-est de les restes del poble vell de Claverol.
Es tracta d'una església romànica en ruïnes, però el traçat de la qual es pot reconèixer. D'una sola nau, amb absis semicircular a llevant, es conserven prou fragments de murs per poder-ne saber la planta, així com datar-la a darreries del segle xi, pels carreus de diferents mides però ben tallats i escairats i disposats en filades regulars.
Aquesta església, com a seu antiga de la parròquia de Claverol, havia tingut sempre forta requesta en el poble, malgrat que se n'havia allunyat, físicament. La Mare de Déu de la Serra, o de la Serreta, esdevingué santuari, mentre es mantingué dempeus, i hi havia els goigs populars corresponents:
| «                                                                 | Puix en Vós tenim complida nostra joia afiançada, socorreu, Verge, el que us crida, de la Serra anomenada. | » |
| — - Goigs de la Mare de Déu de la Serra, text popular tradicional | |   |